# أحمد الكاشف
أحمد الكاشف أو أحمد بن ذي الفقار بن عمر الكاشف، شاعر مصري معروف من أصل شركسي، كان معاصرًا للشاعر أحمد شوقي، وله مواقف وطنية مشهودة. وُلِد في قرية القرشية من محافظة الغربية بمصر عام 1878م الموافق 1295 هـ. جيء بوالده طفلًا صغيرًا من شمال القفقاس إلى مصر، فتبناه ذو الفقار كُتخُداي وتولّى تربيته. ويقال أن والدته خديجة بنت سليمان من أصل مورلّي باليونان وأن خالته كانت متزوجة من أمين باشا الشمسي سرتُجَّار بندر الزقازيق وأحد المتحمسين للثورة العرابية.
تعلّم القراءة والكتابة ومبادئ اللغة الفرنسية وتقويم البلدان والحساب والتاريخ والهندسة والنحو واللغة. كان له ميل كبير إلى التصوير فعمل على تنمية هذا الميل، كما كان له ميل للاستماع إلى الموسيقى، اهتمّ كثيرًا بدراسة تواريخ وسير حياة النابغين والمتميزين بالتفوق والإبداع.
بدأ نظم الشعر في مطلع حياته الأدبية مادحًا الأدباء والكتّاب الكبار، كوسيلة ممتازة للإتّصال بهم والتفاعل معهم والاستفادة من خبراتهم وتجاربهم.
تقول عنه الأهرام في عددها الصادر بتاريخ 27 أبريل 1898: «شرع حضرة أحمد أفندي الكاشف أحد أعيان القرشية وناظر المدرسة الأهلية قي تأليف رواية أدبية تاريخية سياسية حماسية سماها "البطل الكريدي" جرت حوادثها في الثلث الأول من هذا القرن فتضمن تاريخ حرب اليونان واستقلال المورة وتغلب العساكر المصرية على ثوار كريت وغير ذلك من الحوادث التي يجدر بكل عثماني الاطلاع عليها وقد تصفحت عدة فصول منها فألفيتها حسنة التركيب بليغة الإنشاء مرصعة بالأشعار الرقيقة فنثني على حضرته ونرجو لمشروعه النجاح». صدر شعره الذي كتبه أثناء حياته في جزئين من مجلّدين كبيرين بعنوان ديوان الكاشف. قال عنه الشاعر خليل مطران يصف طبيعة شعره: «الكاشف ناصح ملوك، وفارس هيجا، ومُقرِّع أُمم، ومُرشِد حيارى».